# Rova Bnej Dan

Čtvrtí v Tel Avivu

Rova Bnej Dan (hebrejsky: רובע בני דן, doslova Čtvrť Synové Danu) je čtvrť v severním sektoru centrální části Tel Avivu v Izraeli. Jde o jednu ze sedmi částečně samosprávných částí, na které byl Tel Aviv rozdělen (přičemž část území města do tohoto systému nespadá). Ze správního a administrativního hlediska se Tel Aviv rozděluje na devět částí, které se z těmito částečně překrývají. V tomto případě Rova Bnej Dan zahrnuje území čtvrtí Rova 3 (ha-Cafon ha-Jašan) a Rova 4 (ha-Cafon ha-Chadaš).

## Geografie
Leží v rovinaté, zcela urbanizované krajině na pobřeží Středozemního moře v nadmořské výšce do 30 metrů.

## Popis čtvrti
Na severu je ohraničena tokem řeky Jarkon, na východě dálnicí číslo 20, takzvanou Ajalonskou dálnicí (Netivej Ajalon) a na západě pobřežím moře. Pojmenována je podle biblického kmene Dan, který v této oblasti sídlil.
Čtvrť Rova Bnej Dan je spíše umělou územní jednotkou vytvořenou pro správní, demografické a statistické účely. Sestává ale z devíti podčástí, které představují více autentické a specifické urbanistické celky. Jde o následující čtvrtě:
- Bavli (s podčástí Giv'at Amal Bet)
- Park Cameret (pracovní název Migdalej U)
- Cafon Chadaš Darom
- Cafon Chadaš Merkaz
- Cafon Chadaš Cafon
- Cafon Jašan Darom Mizrach
- Cafon Jašan Darom Ma'arav
- Cafon Jašan Merkaz
- Cafon Jašan Cafon

Západní část oblasti je zaplněna zástavbou z 30. a 40. let 20. století, která byla realizována podle územního plánu, jenž zpracoval urbanista Patrick Geddes, část ze zdejší funkcionalistické architektury (takzvané Bílé Město) je památkově chráněna. Zaplňování bloků ve východní části čtvrti probíhalo v 50. a 60. letech 20. století. Jde o hustou rezidenční zástavbu, s vysokým podílem komerčních ploch, turistických areálů a sídel sektoru služeb. Vzhledem k dalšímu doplňování zástavby o mnohapodlažní budovy hustota zalidnění v poslední době dále stoupá. Dopravními osami čtvrtě jsou rušné městské třídy jako ulice Ben Jehuda nebo ulice Dizengoff s nákupním střediskem Dizengoff Center. Sídlí tu přední kulturní instituce jako Telavivské muzeum umění. Socioekonomicky jde nadprůměrnou oblast. K prosinci 2007 zde žilo 99 687 lidí.